# زاکار زاکاریان
زاکار زاکاریان (ارمنی: Զաքար Զաքարյան زاده ۱۸۴۹ - درگذشته ۷ اوت ۱۹۲۳) یک نقاش ارمنی‌تبار اهل فرانسه بود.

## زندگی‌نامه
وی در ۱۸۴۹ در کنستانتینوپل در به دنیا آمد و از کالج سن باربه فارغ‌التحصیل گشت.  وی در ۷ اوت ۱۹۲۳ در سن ۷۴ سالگی در پاریس درگذشت.

## نگارخانه

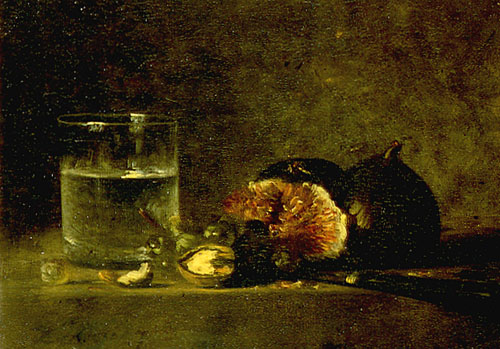
Naturemort
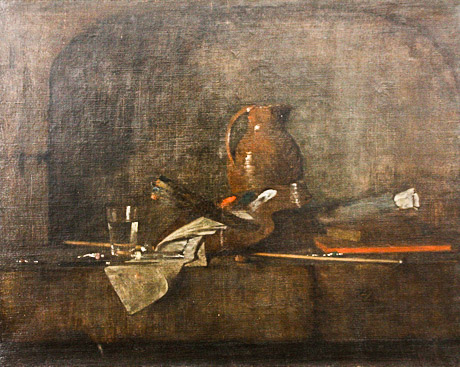
Still Life - Art Items (1900)